# Szymon Bar-Kochba
Szymon bar Kochba, hebr. שמעון בר כוכבא (zm. 135) – dowódca drugiej wojny żydowsko-rzymskiej zwanej powstaniem bar Kochby w latach 132–135. Założył niepodległe żydowskie państwo izraelskie, którym rządził jako nasi (książę). Zostało podbite przez Rzymian w 135 roku po dwóch latach wojny.
Pierwotnie nazywał się Szymon ben Kosiba, otrzymał nazwisko bar Kochba (co oznacza w języku aramejskim dosłownie „Syn Gwiazdy”; odnosi się to do 17 wersu 24 rozdziału Księgi Liczb, w którym mowa jest o wschodzącej Gwieździe Jakuba) od żydowskiego mędrca rabina Akiby ben Josefa.
Jest autorem 2 krótkich listów odkrytych w Wadi Murabba’at Musa w 1951 r. i 15 znalezionych w Nachal Chewer na początku lat 60. XX w. Żadnego z nich jednak własnoręcznie nie podpisał.
Przez sławnego rabina Akibę został ogłoszony Mesjaszem. Jednak po nieudanym powstaniu wielu rabinackich pisarzy obarczyło go przydomkiem bar Kozeba, co oznacza w języku aramejskim „Syna Kłamstwa”.
W ocenie Euzebiusza z Cezarei był on tylko mordercą i rozbójnikiem

## Powstanie Bar Kochby
Bar Kochba zorganizował powstanie, mając na celu zrzucenie zwierzchnictwa Cesarstwa Rzymskiego nad prowincją Judeą.
Jako książę Izraela (hebr. nasi ha-Jisrael) został jego wodzem wraz ze swoim wujem Eleazarem synem Charsoma, którego mianował arcykapłanem.
Przyczyną wybuchu powstania były dwa dekrety cesarza Hadriana o: budowie w miejscu Jerozolimy kolonii Aelia Capitolina ze świątynią Jowisza oraz uznający obrzezanie za formę kastracji, zagrożonej karą śmierci na mocy wcześniejszego prawa cesarza Domicjana (lex Cornelia de sicariis et veneficis).
Pierwsi wojownicy bar Kochby w dowód oddania swemu władcy wspólnie z nim okaleczyli się, odcinając sobie po jednym palcu. Ku zaskoczeniu cesarza początkowo Żydzi odnosili zwycięstwa nad armią rzymską, dzięki czemu bar Kochba zyskiwał nowych zwolenników. W wyniku walk Żydzi wyzwolili cały obszar prowincji wraz z Jerozolimą i ruinami Świątyni, w których wznowiono służbę ofiarną. W sumie powstańcy zdobyli ok. 50 twierdz oraz ok. 1000 miast i wsi. Walki były bardzo zaciekłe, a straty Rzymian ogromne.
Powstańcy prześladowali i zabijali chrześcijan za odmowę porzucenia wiary i uznania bar Kochby za Mesjasza.
W 135 roku wojska rzymskie zdołały odbić Jerozolimę, a następnie, po długim oblężeniu, zdobyty został ostatni punkt oporu żydowskiego – twierdza Betar, która była również siedzibą sanhedrynu. Zamordowani zostali niemal wszyscy obrońcy, włącznie z bar Kochbą, a pozostałych przy życiu sprzedano jako niewolników. Według relacji Euzebiusza głowę przywódcy powstania pokazano cesarzowi Hadrianowi.

## Rodzina
Jako Mesjasz uważany był za potomka rodu Dawida. Jego wujem był Eleazar, syn Charsoma, którego bar Kochba miał silnym kopniakiem zabić. Nie wiadomo jednak wiele o jego bliższej rodzinie.

## Bar Kochba w sztuce
Jeszcze w trakcie powstania przeciw Rzymianom bar Kochba został przedstawiony na jednej z pieczęci (w sumie odnaleziono dwie o tym samym motywie). Wizerunek obrazował brodatego mężczyznę w tunice, walczącego z lwem (Rzymem). W późniejszych wiekach Bar Kochba był tematem operetki pod tytułem Bar Kochba, napisanej przez Abrahama Goldfadena między 1883 a 1885 rokiem. Inna operetka o tym samym tytule była dziełem rosyjskiego Żyda kompozytora Yaacova Bilanskiego Levanona w Palestynie w 1920 roku. Płytę o nazwie Bar Kochba nagrał także amerykański jazzman i kompozytor John Zorn.